# Atletica leggera ai Giochi della XXXIII Olimpiade - 3000 metri siepi femminili
Ai Giochi della XXXIII Olimpiade la competizione dei 3000 metri siepi femminili si è svolta nei giorni 4 e 6 agosto 2024 presso lo Stade de France di Parigi.

## Presenze ed assenze delle campionesse in carica
| Competizione         | Atleta             | Prestazione | Parigi 2024 |
| -------------------- | ------------------ | ----------- | ----------- |
| Olimpiadi 2020       | Peruth Chemutai    | 9'01"45     | Presente    |
| Africani 2022        | Werkuha Getachew   | 9'36”81     | Non selez.  |
| Commonwealth 2022    | Jackline Chepkoech | 9'15”68     | Presente    |
| Asiatici 2022        | Winfred Yavi       | 9'18”28     | Presente    |
| Panamericani 2023    | Belén Casetta      | 9'39”47     | Non qual.   |
| Mondiali 2023        | Winfred Yavi       | 8'54”29     | Presente    |
| Europei 2024         | Alice Finot        | 9'16”22     | Presente    |
|                      |                    |             |             |
| Mondiali junior 2022 | Faith Cherotich    | 9'16”14     | Presente    |

1. ↑  Di origine keniota.

## Risultati

### Batterie
Le prime cinque atlete di ogni batteria (Q) si qualificano per la finale.

#### Batteria 1
| Pos. | Atleta           | Nazionalità   | Tempo   | Note                                     |
| ---- | ---------------- | ------------- | ------- | ---------------------------------------- |
| 1    | Peruth Chemutai  | Uganda        | 9'10"51 | Q                                        |
| 2    | Faith Cherotich  | Kenya         | 9'10"57 | Q                                        |
| 3    | Gesa Krause      | Germania      | 9'10"68 | Q                                        |
| 4    | Courtney Wayment | Stati Uniti   | 9'10"72 | Q                                        |
| 5    | Lomi Muleta      | Etiopia       | 9'10"73 | Q                                        |
| 6    | Marwa Bouzayani  | Tunisia       | 9'10"91 | Miglior prestazione personale            |
| 7    | Carolina Robles  | Spagna        | 9'22"48 |                                          |
| 8    | Parul Chaudhary  | India         | 9'23"39 | Miglior prestazione personale stagionale |
| 9    | Aneta Konieczek  | Polonia       | 9'24"43 | Miglior prestazione personale            |
| 10   | Daisy Jepkemei   | Kazakistan    | 9'24"69 |                                          |
| 11   | Aimee Pratt      | Gran Bretagna | 9'27"26 | Miglior prestazione personale stagionale |
| 12   | Regan Yee        | Canada        | 9'27"81 |                                          |

#### Batteria 2
| Pos. | Atleta             | Nazionalità   | Tempo   | Note                                     |
| ---- | ------------------ | ------------- | ------- | ---------------------------------------- |
| 1    | Winfred Yavi       | Bahrein       | 9'15"11 | Q                                        |
| 2    | Sembo Almayew      | Etiopia       | 9'15"42 | Q                                        |
| 3    | Valerie Constien   | Stati Uniti   | 9'15"11 | Q                                        |
| 4    | Elizabeth Bird     | Gran Bretagna | 9'15"42 | Q                                        |
| 5    | Norah Jeruto       | Kazakistan    | 9'16"46 | Q                                        |
| 6    | Olivia Gürth       | Germania      | 9'16"47 | Miglior prestazione personale            |
| 7    | Ceili McCabe       | Canada        | 9'20"71 |                                          |
| 8    | Kinga Królik       | Polonia       | 9'26"61 | Miglior prestazione personale            |
| 9    | Luiza Gega         | Albania       | 9'27"41 |                                          |
| 10   | Flavie Renouard    | Francia       | 9'27"70 | Miglior prestazione personale stagionale |
| 11   | Cara Feain-Ryan    | Australia     | 9'28"72 | Miglior prestazione personale            |
| 12   | Jackline Chepkoech | Kenya         | 9'35"56 |                                          |

#### Batteria 3
| Pos. | Atleta                  | Nazionalità | Tempo   | Note                                     |
| ---- | ----------------------- | ----------- | ------- | ---------------------------------------- |
| 1    | Beatrice Chepkoech      | Kenya       | 9'13"56 | Q                                        |
| 2    | Alice Finot             | Francia     | 9'14"78 | Q                                        |
| 3    | Lea Meyer               | Germania    | 9'14"85 | Q                                        |
| 4    | Alicja Konieczek        | Polonia     | 9'16"51 | Q                                        |
| 5    | Irene Sánchez-Escribano | Spagna      | 9'17"39 | Q                                        |
| 6    | Ilona Mononen           | Finlandia   | 9'22"77 | Record nazionale                         |
| 7    | Marisa Howard           | Stati Uniti | 9'24"78 |                                          |
| 8    | Stella Rutto            | Romania     | 9'31"23 |                                          |
| 9    | Amy Cashin              | Australia   | 9'32"93 |                                          |
| 10   | Tatiane Raquel da Silva | Brasile     | 9'33"96 | Miglior prestazione personale stagionale |
| 11   | Belén Casetta           | Argentina   | 9'34"78 |                                          |
| 12   | Xu Shuangshuang         | Cina        | 9"43"50 |                                          |

### Finale

Video della Finale

| Record mondiale      | Beatrice Chepkoech | 8'44"32" | Monte Carlo | 20 luglio 2018 |
| Record olimpico      | Gulnara Galkina    | 8'58"81" | Pechino     | 17 agosto 2008 |
| Capolista stagionale | Peruth Chemutai    | 8'55"09  | Eugene      | 25 maggio 2024 |

Martedì 6 agosto, ore 21:10.
| Pos.    | Atleta                  | Nazionalità   | Tempo   | Note                                     |
| ------- | ----------------------- | ------------- | ------- | ---------------------------------------- |
| Oro     | Winfred Yavi            | Bahrein       | 8'52"76 | Record olimpico                          |
| Argento | Peruth Chemutai         | Uganda        | 8'53"34 | Record nazionale                         |
| Bronzo  | Faith Cherotich         | Kenya         | 8'55"15 | Miglior prestazione personale            |
| 4       | Alice Finot             | Francia       | 8'58"67 | Record europeo                           |
| 5       | Sembo Almayew           | Etiopia       | 9'00"83 | Miglior prestazione personale stagionale |
| 6       | Beatrice Chepkoech      | Kenya         | 9'04"24 |                                          |
| 7       | Elizabeth Bird          | Gran Bretagna | 9'04"35 | Record nazionale                         |
| 8       | Lomi Muleta             | Etiopia       | 9'06"07 | Miglior prestazione personale            |
| 9       | Norah Jeruto            | Kazakistan    | 9'08"97 | Miglior prestazione personale stagionale |
| 10      | Lea Meyer               | Germania      | 9'09"59 | Miglior prestazione personale            |
| 11      | Irene Sánchez-Escribano | Spagna        | 9'10"43 | Miglior prestazione personale            |
| 12      | Courtney Wayment        | Stati Uniti   | 9'13"60 |                                          |
| 13      | Alicja Konieczek        | Polonia       | 9'21"31 |                                          |
| 14      | Gesa Felicitas Krause   | Germania      | 9'26"96 |                                          |
| 15      | Valerie Constien        | Stati Uniti   | 9'34"08 |                                          |